# Pit-Pat

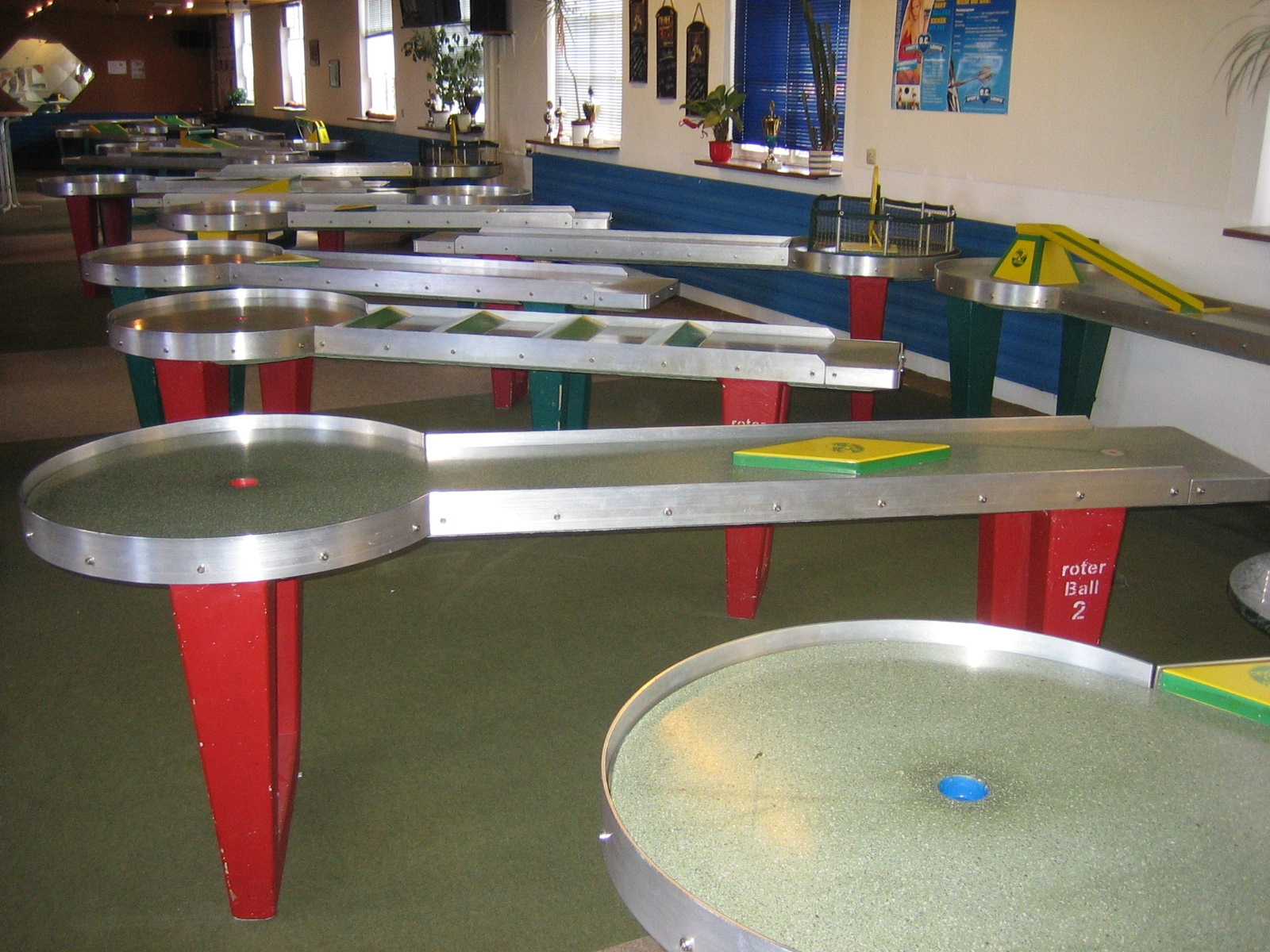
Impianto di Pit-Pat

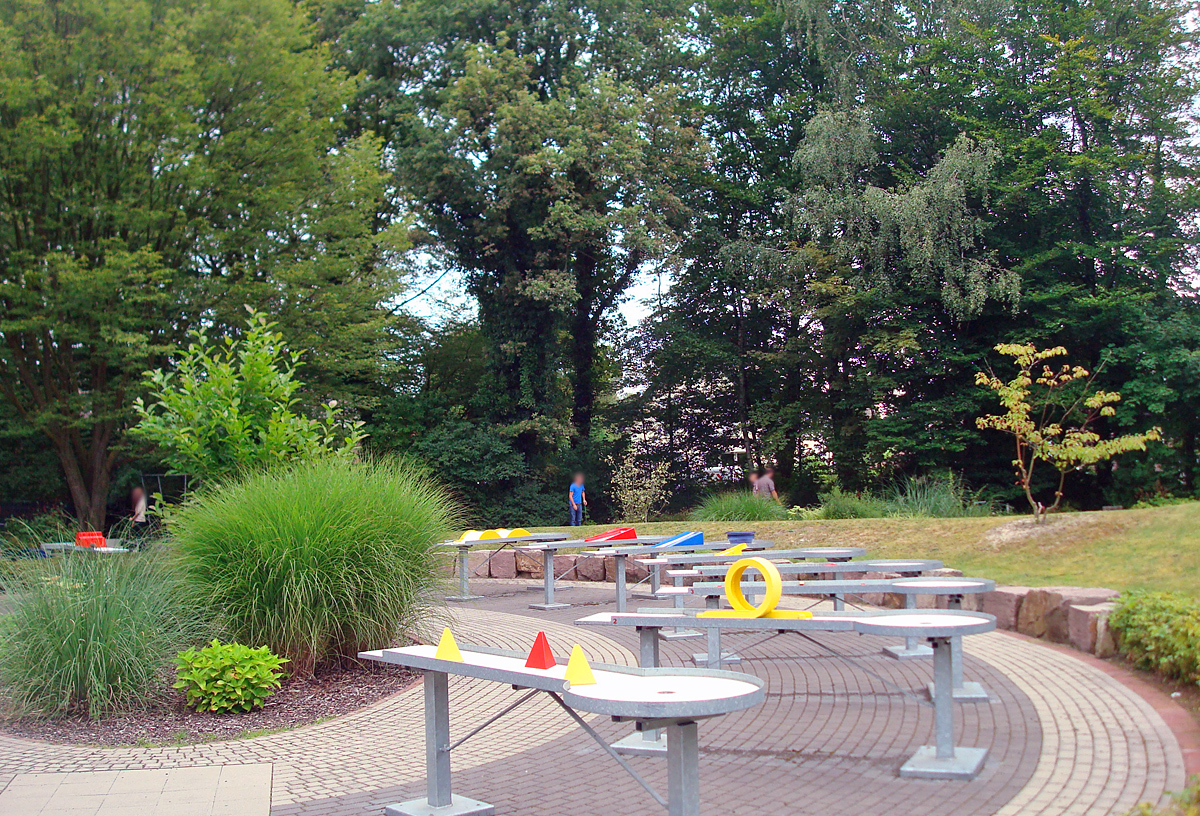
Impianto all'aperto di Pit-Pat nel Mohns Park, Gütersloh

Pit-Pat è uno sport per il tempo libero ed è una combinazione fra il minigolf e il biliardo. Esso fu sviluppato dai fratelli Wagner di Ingolstadt nel 1984.
Sono stati realizzati impianti in Germania (oggi circa un centinaio) e Austria (40), così come nei Paesi Bassi, Belgio, Svezia, Francia, Italia, Spagna, Danimarca, e Svizzera.
Bisogna distinguere quelli al coperto – impianti che si trovano frequentemente in combinazione con altre varianti del gioco del golf come il Minigolf, l'Adventure Golf e lo Swingolf.
Il gioco comprende 18 diversi tavoli con difficoltà, ad esempio ostacoli inclinati, salti doppi, ruvidità e simili.
Lo scopo è gettare la palla di gomma dura con pochi colpi della stecca nel buco del corrispondente tavolo. Vi sono palle di 4 gradi diversi di durezza, che sono associate ad altrettanti tavoli. Vince il giocatore che riesce con il minor numero possibile di colpi. 

## Regole del gioco
1. La sopradescritta palla deve raggiungere lo scopo con il minor numero di colpi possibile. Ogni colpo conta un punto. Il numero più alto è di 6 punti.
2. Se viene superato un ostacolo regolare, la palla deve essere giocata dalla sua nuova posizione. Se questa si trova in un posto dove non può essere giocata come sul margine o con un ostacolo, può venire spostata per il prossimo tiro. (Hintere Stockbreite).
3. Se una palla esce dal tavolo di gioco, deve essere giocata nuovamente da un altro punto.
4. Tavolo 3: la palla deve rimanere sulla sommità del piano della torre
5. Tavolo 14: la palla deve essere giocata all'indietro e deve toccare la sponda del tavolo.
6. Tavolo 18: la palla viene così spesso giocata dal punto di rimessa, fino a che tutti i birilli sono sgomberati. I birilli che non vengono colpiti dalle palle che corrono da dietro, non contano. Così le palle non debbono toccare le sponde. Inoltre bisogna notare che i tre birilli vengono posti proprio sui punti verdi (al centro).
7. Nel torneo a eliminazione diretta si gioca alla vincita del tavolo. Chi raggiunge il bersaglio con meno colpi, vince il tavolo. Chi in una mano ha vinto il maggior numero di tavoli, ha vinto la partita.
8. Si può giocare solo la palla corrispondente al colore del tavolo. Chi colpisce una palla del colore sbagliato, perde il tavolo, indipendentemente da quanti colpi l'avversario necessita.